# 大洛桑朗杰
大洛桑朗杰（1945年—），一译大罗桑朗杰，男，藏族，西藏拉萨人，中国教育家，曾任西藏大学副校长、教授，第五、六、七届全国政协委员。